# Andreas Gärtner-Stiftung
Die Andreas Gärtner-Stiftung ist eine deutsche gemeinnützige Stiftung, die ihren Sitz in der ostwestfälischen Stadt Porta Westfalica hat. Ziel ist es, Spenden für die Förderung geistig behinderter Menschen zu verwenden. Die Stiftung wurde von dem Vater von Andreas Gärtner 1993 gegründet.

## Geschichte
Die Stiftung wurde 1993 durch Hermann Gärtner, den Mitgründer von porta Möbel, gegründet. In dem Jahr erhielt er das Bundesverdienstkreuz für sein 16-jähriges Engagement für die Spastikerhilfe in Bad Oeynhausen. Die Stiftung wird von Hermann Gärtner und stellvertretend von seiner Tochter Birgit geführt. Das Stiftungskapital beträgt 562.000 Euro. Die Stiftung wird ehrenamtlich geführt.

## Bisher geförderte Projekte
Aus der Stiftung heraus wurden unter anderem Einrichtungen für Menschen mit geistiger Behinderung, die Bezuschussung von Einrichtungen, Therapien, Fahrzeugen, Technik sowie die Ausbildung von Begleittieren gefördert.
Im Jahr 2020 hat die Stiftung 740.000 Euro an 155 Familien und 21 Institutionen ausgeschüttet. Seit ihrer Gründung im Jahr 1993 konnte die Andreas Gärtner-Stiftung bislang 15 Mio. Euro ausschütten (Stand März 2021).